# 齊藤将彦
齊藤将彦（さいとう まさひこ）は日本の金融官僚。金融庁企画市場局市場課長。

## 来歴
東京都出身。早稲田大学法学部卒業。学生時代には山一證券の自主廃業、長期信用銀行の破綻など、金融に関する報道が大きく扱われており、金融システムの健全性を維持向上する重要を感じ、2000年 金融監督庁（現金融庁）入庁。長官官房企画課配属。同年7月1日に金融庁総務部企画課。2001年1月6日に金融庁総務企画局企画課。
その後は金融庁総務企画局信用課、金融庁監督局総務課係長、近畿財務局理財部調査官などを務める。
2021年7月19日 金融庁総合政策局秘書課人事企画室長兼金融担当大臣秘書官（事務担当）。
2023年7月4日 金融庁企画市場局市場課長。前任者の島崎征夫は齊藤よりも年次が5年上であり、異例の大抜擢となった。